# تلخه
تلخه (نام علمی: Acroptilon repens یا Rhaponticum repens) به انگلیسی Russian knapweed، گیاهی است چند ساله، تلخ مزه و جزو گیاهان هرز صیفی کاریها، باغها و زمین‌های بایر است. این گیاه دارای ریشه راست و عمیق است. ارتفاع آن گاهی به نیم متر می‌رسد. ساقه‌های تلخه راست و حاوی انشعابات متعددی است و انتهای ساقه به گل آذین تخم مرغی شکل ختم می‌شود که رنگ آن صورتی یا بنفش است. روی برگ‌ها و ساقه‌ها کرکهای نرمی به رنگ خاکستری وجود دارد. رستنگاه این گیاهه اطراف تهران – کرج – کردستان – خراسان - زنجان و بسیاری از نقاط است.
تغذیه طولانی مدت از این گیاه در حیوانات نک سمی موجب شکل‌گیری بیماری برگشت‌ناپذیر مغزی به نام انسفالومالاسی نیگروپالیدال (به انگلیسی: Nigropallidal encephalomalacia) می‌شود که در آن ناحیه نیگروپالیدال مغز نرم شده و از بین می‌رود. تخریب این قسمت موجب از بین رفتن توانایی دام برای جویدن غذا می‌شود. رخداد این بیماری از ایالات متحده آمریکا – آرژانتین – استرالیا گزارش شده‌است.
توکسین اختصاصی که باعث تخریب موضعی نواحی گوی رنگ‌پریده (Globus pallidus) و مادهٔ سیاه (به انگلیسی: Substantia nigra) در مغز شود هنوز تأیید نشده ولی رپین (به انگلیسی: Repin) که توکسینی از دسته Sesguiterpene lactone است و در تلخه وجود دارد، ممکن است در بیماریزایی دخالت داشته باشد. شواهد تجربی نیز نوروتوکسیسیتی رپین را نشان داده‌است.

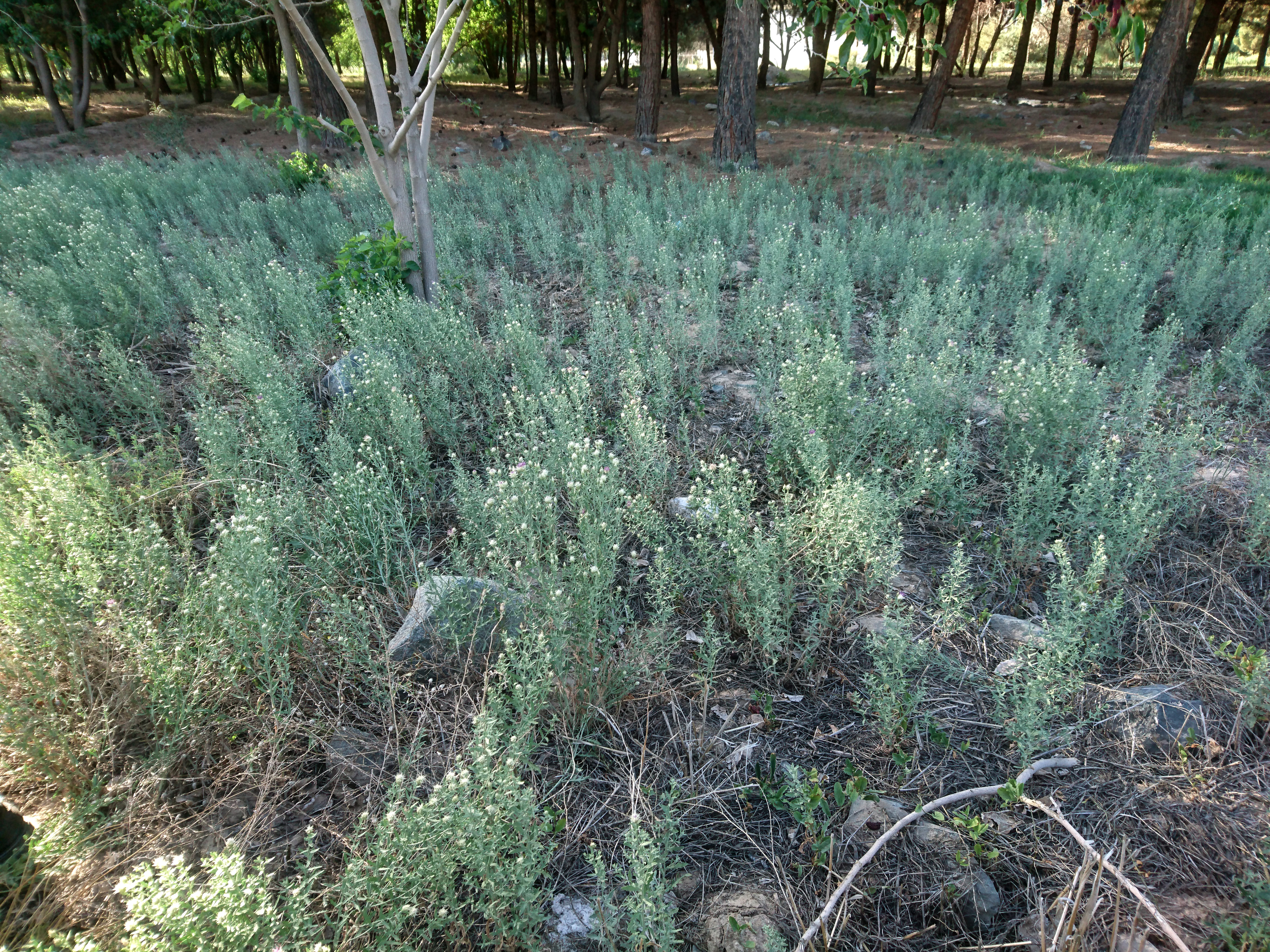

## ویژگی‌ها
تلخه گیاهی است دولپه ای و از خانواده کاسنیان، که برگهای ساده، بدون پایه، و رنگ سبز آن به دلیل وجود کرک متمایل به خاکستری شده‌اند. شکل برگهای ناحیه تحتانی ساقه باریک و کشیده و حاشیه آنها دندانه دار است ولی برگهایی ناحیه فوقانی معمولاً کوچکترند و شکل آنها هم بر خلاف برگهای پایینی درشت و فاقد دندانه است. ساقه تلخه طویل و انشعابات آن از سطح خاک شروع می‌شود و تاحدی روی خاک می‌خزد.
گل‌آذین این گیاه مرکب (کاپیتول) است.
کاپیتولها تخم مرغی شکل و معمولاً از کاپیتول گل گندم کوچکترند. هر یک از آنها از چندین گلچه صورتی رنگ، که ظاهراً با هم مشابه هستند، تشکیل یافته‌است. هر کاپیتول به وسیله برگه‌های اصلی و فرعی سخت پوشیده شده‌است. گلچه‌های تلخه نیز مانند سایر گیاهان این تیره دارای تخمدان تحتانی است. هر یک از گلچه‌ها پنج گلبرگ دارد که به یکدیگر پیوسته‌اند و جام لوله ای شکلی را به وجود می‌آورند. نافه نیز از پنج پرچم تشکیل شده که میله‌های آزاد دارد و به جدار گلچه متصل است. بساک آنها به هم پیوسته‌است و خامه مادگی از داخل آن عبور می‌کند.
میوه تلخه آکن و از یک خانه تشکیل شده‌است که داخل آن یک دانه آزاد وجود دارد.

## تلخه در متون کهن
در کتاب مفاتیح الارزاق جلد سوم آمده است که در میان غله گیاهی است که دانه سیاه گِرد دارد و چون آن دانه مخلوط به گندم شود، آرد آن گندم تلخ شود. آن را عربان زوان گویند و اطبا شیلم.